# Anne Pashley
Anne Pashley-Irons, angleška atletinja in operna pevka, * 5. junij 1935, Skegness, Anglija, Združeno kraljestvo, † 7. oktober 2016, Chilton, Buckinghamshire, Anglija.
Nastopila je na olimpijskih igrah leta 1956 tet osvojila srebrno medaljo v štafeti 4x100 m, v teku na 100 m je izpadla v prvem krogu. Na evropskih prvenstvih je osvojila bronasto medaljo v teku na 100 m leta 1954, na igrah skupnosti narodov pa srebrno medaljo v štafeti 4x110 jardov istega leta.